# Conte di Nithsdale
Conte di Nithsdale era un titolo nobiliare inglese nella Parìa di Scozia.

## Storia
Il titolo venne creato nel 1620 per Robert Maxwell, X lord Maxwell, con possibilità di trasmissione ai suoi eredi maschi. Questi venne creato nel contempo Lord Maxwell, Eskdale e Carlyle. Il titolo di lord Maxwell era già statocreato nella parìa di Scozia nel 1445 per Herbert Maxwell.
Da alcuni storici è stata fatta una certa confusione per il fatto che il secondo lord Maxwell decise di rinunciare al proprio titolo quando era ancora in vita in favore del figlio, il quale ad ogni modo morì poco dopo, facendo ritornare a lui il titolo che poi passarono appunto al nipote. Il quarto lord Maxwell rimase ucciso nella battaglia di Flodden del 1513. L'ottavo lord Maxwell venne decapitato a Edimburgo nel 1613 per aver ucciso per vendetta.
Alla morte del secondo conte di Nithdale nel 1667, i titoli vennero ereditati da John Maxwell, VII lord Herries di Terregles, che divenne così il terzo conte. Questi era pronipote di sir John Maxwell, figlio secondogenito di Robert Maxwell, V conte Maxwell. Suo nipote, il quinto conte, venne coinvolto nell'insurrezione giacobita del 1715 e privato dei propri titoli. Ad ogni modo, lord Nithsdale riuscì a fuggire dalla Torre di Londra grazie all'aiuto della moglie prima della sua esecuzione e riparò a Roma, continuando la discendenza. Un suo discendente verrà riconosciuto in seguito Lord Herries di Terregles.

## Lords Maxwell (1445)
- Herbert Maxwell, I lord Maxwell (m. c. 1454)
- Robert Maxwell, II lord Maxwell (m. c. 1485)
- John Maxwell, III lord Maxwell (m. 1484)
- John Maxwell, IV lord Maxwell (c. 1476 – 1513)
- Robert Maxwell, V lord Maxwell (1493–1546)
- Robert Maxwell, VI lord Maxwell (m. c. 1553)
- Robert Maxwell, VII lord Maxwell (1551–1555)
- John Maxwell, VIII lord Maxwell (1553–1593), per breve tempo anche conte di Morton dal 1581 al 1586
- John Maxwell, IX lord Maxwell (1583–1613)
- Robert Maxwell, X lord Maxwell (1586–1646) (creato conte di Nithsdale nel 1620)

## Conti di Nithsdale (1620)
- Robert Maxwell, I conte di Nithsdale (1586–1646)
- Robert Maxwell, II conte di Nithsdale (1620–1667)
- John Maxwell, III conte di Nithsdale (died 1677)
- Robert Maxwell, IV conte di Nithsdale (1628–1696)
- William Maxwell, V conte di Nithsdale (1676–1744) (privato dei titoli nel 1716)